# Phycomycota
Los Phycomycota (ver Phycomycetes) fueron una Clase de hongos algunos formadores de micelios algodonosos e hifas cenocíticas; es decir, están formadas por células que no están separadas entre sí por septos o tabiques y forman esporas nadadoras con uno o dos flagelos. También se encontraban microorganismos que no presentan micelios desarrollados. Se ha observado en ellos reproducción sexual y asexual. Muchos son saprófitos pero con grupos bien definidos con comportamiento parasitario sobre plantas y algunos animales (como los peces). Esta Clase de hongos contenía tres Divisiones, a saber: Oomycota, Plasmodiophoromycota y Chytridiomycota, y los cuales fueron retirados del reino Fungi y reubicados en otros reinos.
La división Oomycota se reubicó en el reino Chromista, conservando su jerarquía y nombre; esta división contiene patógenos muy importantes para las plantas principalmente en los órdenes Pythiales y Peronosporales (con presencia de dos flagelos en las zoosporas). La división Plasmodiophoromycota también fue reubicada en el reino Chromista, en la División Cercozoa y en la cual se encuentran algunos parásitos de plantas; así como, organismos de vida libre (con presencia dos flagelos en sus zoosporas). Por último, la división Chytridiomycota subió de jerarquía quedando ubicado como uno de los grupos principales de hongos; en los quítridos pueden ser encontrados organismos de vida libre y parásitos de plantas, de animales (por ejemplo anfibios y nematodos), de chromistas (algas diatomeas) e incluso de hongos. En Chytridiomycota se encuentran los únicos hongos que presentan estructuras de locomoción, ya que sus zoosporas presentan un único flagelo que les permite moverse.
En términos evolutivos en el reino Fungi se encuentran en primer orden la división Chytridiomycota, seguida por Glomeromycota, Zygomycota, Ascomycota y Basidiomycota). Los tres primeros considerados hongos basales y los dos últimos, hongos Dikarya.
- Datos: Q6074541
- Especies: Phycomycetes